# La Plata Airport
La Plata Airport är en flygplats i Argentina.   Den ligger i provinsen Buenos Aires, i den östra delen av landet, 60 km sydost om huvudstaden Buenos Aires. La Plata Airport ligger 21 meter över havet.
Terrängen runt La Plata Airport är mycket platt. Runt La Plata Airport är det ganska tätbefolkat, med 248 invånare per kvadratkilometer.. Närmaste större samhälle är La Plata, 7,6 km nordväst om La Plata Airport.
Trakten runt La Plata Airport består till största delen av jordbruksmark.